# 船橋署刑事課・香山亮介シリーズ
船橋署刑事課・香山亮介シリーズ（ふなばししょけいじか・こうやまりょうすけシリーズ）は、翔田寛による日本の推理小説のシリーズ。2017年から、KADOKAWAより刊行されている。
本シリーズを原作としたテレビドラマが2021年から放送されている。

## 登場人物
香山亮介（こうやま りょうすけ）
千葉県警船橋警察署刑事課の主任。40代後半（第1作『冤罪犯』）。巡査部長。
感情をあまり表に出さないことから、高校時代は「埴輪の兵士」という綽名を付けられていた。
卒業配置は銚子警察署で、そこで松下朱美と出会い25歳で結婚する。だが、朱美が乳癌に侵され、自身も疲労とストレスから顔の右側が帯状疱疹になる。
朱美の死後、刑事をしながら当時小学4年生だった娘の初美の面倒を見ることは無理だと考え、初美を妹夫婦の養女にする。
三宅義邦（みやけ よしくに）
千葉県警船橋警察署刑事課の刑事。40代前半（第1作『冤罪犯』）。巡査長。独身。
力士のような体形。黒縁眼鏡をかけている。
卒業配置は市原警察署。増岡の教育係。
増岡美佐（ますおか みさ）
千葉県警船橋警察署刑事課の新人刑事。30歳（第1作『冤罪犯』）。巡査。独身。
小学6年生のときにクラス内で虐められた経験を持つ。
香山朱美（こうやま あけみ）
亮介の妻。故人。旧姓は「松下」。亮介の1歳年上で、元警察官。
勤務していた銚子警察署で、卒業配置でやってきた亮介と出会う。
結婚後は警察を辞め、結婚から3年後に初美を授かるが、乳癌を患い他界する。
富田初美（とみた はつみ）
亮介と朱美の娘。20歳で大学2年生（第1作『冤罪犯』）。
小学4年生のときに朱美が亡くなり、亮介の妹・富田幸子夫婦の養女となる。
大学卒業後は旅行代理店に勤め、同僚の今西浩二と結婚する（第3作『時効犯』）。

## シリーズ一覧
冤罪犯
- 単行本：KADOKAWA、2017年8月31日発売、ISBN 978-4-04-105867-1
- 文庫本：角川文庫、2019年7月24日発売、ISBN 978-4-04-108037-5
- あらすじ：幼女連続殺人事件が発生。遺体の状況は7年前に起きた事件と酷似していた。だが、その事件で逮捕された田宮龍司は無実を訴えながら獄中で自殺していて、田宮は冤罪だったのではという疑惑が生じる。

黙秘犯
- 単行本：KADOKAWA、2019年8月29日発売、ISBN 978-4-04-108039-9
- 文庫本：角川文庫、2021年8月24日発売、ISBN 978-4-04-111632-6
- あらすじ：大学生撲殺事件の容疑者として、目撃証言と凶器に残された指紋から、保護観察付執行猶予者の倉田忠彦を逮捕する。倉田は取調室で、「どうして殺したのか」の問いかけに完全黙秘してしまう。

時効犯
- 文庫本：角川文庫、2022年6月10日発売、ISBN 978-4-04-112607-3
- あらすじ：美術史の非常勤講師の女性がマンションの非常階段から墜落死する。彼女は画家・門脇修太郎の未発表作品について研究していた。門脇は25年前の強盗事件で殺され、その事件は時効を迎えていた。

知能犯
- 文庫本：角川文庫、2023年10月24日発売、ISBN 978-4-04-113881-6
- あらすじ：路地裏で男を刺した疑いで、殿山和雄が現行犯逮捕される。被害者は死亡。殿山もパトカーで連行中に、心筋梗塞を起こして急死してしまう。その2ヵ月後、美容師の小田嶋英司の前に刑事が現れる。

## テレビドラマ
2021年8月30日にテレビ東京系「月曜プレミア8」枠で『冤罪犯』が放送。主演は小泉孝太郎。
2022年8月8日に『黙秘犯』が放送。
原作では香山がいる警察署は「船橋警察署」だが、テレビドラマでは「船橋北警察署」に変更されている。

### キャスト

#### 千葉県警船橋北警察署刑事課
- 香山亮介（千葉県警船橋北警察署刑事課 主任刑事） - 小泉孝太郎[7]
- 増岡美佐（千葉県警船橋北警察署刑事課 刑事） - 瀧本美織[7]
- 三宅義邦（千葉県警船橋北警察署刑事課 刑事） - 前野朋哉[7]

#### その他
- 香山朱美（亮介の亡妻） - 前田亜季[7]
- 篠田初美（亮介と朱美の娘・朱美の死後に朱美の妹夫婦の養子になる） - 安倍花凜[8]

#### ゲスト
第1作「冤罪犯」（2021年）
- 末崎修（現場作業員） - 三浦誠己
- 田宮龍司（7年前の殺人事件の被疑者） - 田中俊介
- 久保雄三（千葉県警捜査一課長） - 吉満寛人
- 蒲谷宇一（千葉県警船橋北警察署刑事課 刑事） - 大迫一平
- 新座俊成（千葉県警船橋北警察署刑事課 刑事） - 佐野和真
- 矢沢靖（セブンウィーク 記者） - 沢井小次郎
- 西尾（7年前の橘知恵の遺体発見場所の農家） - 田村泰二郎
- 杉浦（科学捜査研究所 研究員） - 園田裕樹
- 深沢美穂（私立芝山女子学園 1年生） - 倉河奈央
- 足立（ワゴン車の運転手） - 野村たかし
- 小山（7年前の徳山真弓の遺体発見者） - 石井紀行
- 橘知恵（7年前の第1の被害者） - 兵頭亜優
- 徳山真弓（7年前の第2の被害者） - 児玉佳香
- 田宮晴美（龍司の姉） - 西尾まり
- 入江正義（千葉県警本部係長） - 橋本じゅん
- 安川伸治（千葉県警船橋北警察署地域課 巡査部長） - 高橋克実

第2作「黙秘犯」（2022年）
- 米良恭三（千葉県警本部係長） - 信太昌之
- 友部杏子（旅館『夕凪館』若女将） - 小林涼子
- 小森好美（韓国料理屋の店主） - 虻川美穂子（北陽）
- 三崎（千葉県警館山南警察署 巡査部長） - 佐伯新
- 立川守男（千葉県警 巡査部長） - 古河耕史
- 清水道夫（明京大学 2年生） - 大倉空人
- 西岡卓也（明京大学経済学部 2年生） - 浅見和哉
- 友部雄二（杏子の弟・10日前溺死） - 菊池銀河
- 豊田満（西岡の高校時代の同級生） - 亜蓮
- 魚河岸従業員 - 林和義
- 友部松子（旅館『夕凪館』女将・杏子と雄二の母） - 舟木幸
- 桜井修一（西岡の高校時代のクラス担任・杏子の婚約者） - 吉田悟郎
- 節子（旅館『夕凪館』仲居） - 氏家恵
- 千葉県警船橋北警察署捜査一課長 - 小沼朝生
- 2年前に忠彦が働いていた料亭の主人 - 武田晋
- 友部（旅館『夕凪館』主人・杏子と雄二の父） - 税所伊久磨
- 倉田泰子（忠彦の妹・故人） - 田中悠愛
- 忠彦と泰子の親戚 - 寺田ムロラン
- 2年前に忠彦が働いていた料亭の仲居 - 名取えりか
- エスニック料理店店員 - 柊木千愛
- 鈴木正三郎（倉田忠彦を担当する保護司） - 金田明夫
- 相楽英雄（千葉県警本部刑事課 警部補） - 宅麻伸
- 倉田忠彦（旅館『夕凪館』板前） - 市原隼人（13歳：木村皐誠）

### スタッフ
- 原作 - 翔田寛
- 脚本 - 寺田敏雄
- 演出 - 木下高男（共同テレビ）
- 法律監修 - 小林健太郎、矢野亜紀子
- 警察監修 - 古谷謙一
- 医療監修 - 恩田秀賢
- ロケ協力 - 千葉もばらロケーションサービス、木更津ロケーションサービス、流山市フィルムコミッション、凹まない企画事務所 ほか
- プロデュース - 高橋萬彦（共同テレビ）、岩田和行（共同テレビ）
- チーフプロデューサー - 中川順平
- 制作 - テレビ東京、BSテレ東、ベイシス

### 放送日程
| 話数 | 放送日         | タイトル | 原作                                | 脚本     | 監督     |
| ---- | -------------- | -------- | ----------------------------------- | -------- | -------- |
| 1    | 2021年08月30日 | 冤罪犯   | 『冤罪犯』 （角川文庫／KADOKAWA刊） | 寺田敏雄 | 木下高男 |
| 2    | 2022年08月08日 | 黙秘犯   | 『黙秘犯』 （角川文庫／KADOKAWA刊） | 寺田敏雄 | 木下高男 |